# Csuvas nyelv
A csuvas nyelv (csuvasul Чăвашла) a török nyelvek egyike, a 21. század elején 1,8 millióan beszélik Oroszországban, főleg a Volga középső folyása mentén fekvő, az Orosz Föderációhoz tartozó Csuvas Köztársaságban, amelynek hivatalos nyelve.

## Története
A csuvas a török nyelvek legelkülönültebbje: a többi ilyen nyelv beszélője így még az általában kölcsönösen megérthető kifejezéseket sem érti. A felmenőjét a volgai bolgárok beszélték a középkor folyamán.
A csuvas nyelvnek két fő dialektusa ismert, a virjál és az anatri. A virjál az archaikusabb; az irodalmi nyelv az anatrin alapul.
A csuvas a török nyelvek egyik nagy ágának, amit váltakozva bolgár-töröknek, csuvasos töröknek, ogur-töröknek, nyugati ótöröknek neveznek, az egyetlen élő nyelvi képviselője. A többi török nyelvet köztöröknek szokás nevezni. A csuvas és a köztörök nyelvek között nagy a hangtani távolság, míg a szókincs – ahol a jelentős számú orosz jövevényszó nem szorította ki az eredetit – szinte kizárólag török párhuzamokat mutat.
Korábban sok kutató nem is török nyelvnek gondolta, hanem erősen eltörökösödött finnugor nyelvnek, a 2016-ban kiadott iskolai történelmi atlasz ismét az uráli nyelvek közé helyezi.
A csuvasos török vagy a nyugati ótörök nyelv a magyar nyelv honfoglalás előtti több száz török jövevényszavának a legfontosabb forrása.

## A mai csuvas ábécé
Írása javarészt a cirill ábécén alapul: ábécéje tartalmazza az összes orosz betűt, kiegészítve négy sajáttal: Ăă, Ĕĕ, Ҫҫ és Ӳӳ.
| А | Ă | Б | В | Г | Д | Е | Ё | Ĕ | Ж | З | И | Й | К | Л | М | Н | О | П | Р | С | Ҫ | Т | У | Ӳ | Ф | Х | Ц | Ч | Ш | Щ | Ъ | Ы | Ь | Э | Ю | Я |
| а | ă | б | в | г | д | е | ё | ĕ | ж | з | и | й | к | л | м | н | о | п | р | с | ҫ | т | у | ӳ | ф | х | ц | ч | ш | щ | ъ | ы | ь | э | ю | я |

## A csuvasok eredetéről
A csuvas nyelv egy ragozó, török eredetű nyelv, talán a török nyelvek közt a legegyedülállóbb. A nyelv rendszere olyan hangváltozásokat őriz, amelyek nem jellemzőek más köztörök nyelvekre, így azoknak nem is része a csuvas, illetve annak elődje a volgai bolgár nyelv sem. A törökségnek ezt a nyugati csoportját ogur töröknek nevezzük. Feltételezések szerint a köztörök és a nyugati ótörök nyelvek közt a szakadás valamikor az 5. század során következhetett be. A laza törzsszövetségben élő nyugati törökség (később bolgárok) a Don és Kubán folyók közt telepedtek meg, s megalapították Magna Bulgaria-t, azaz "régi Bulgáriát". Később pedig innen épülhetett ki Volgai Bulgária, melynek fővárosa Bolgar volt. A nép megnevezése 'bolgár' etimológiáját tekintve kérdéses. Németh Gyula turkológus szerint a egyfajta 'keveréket' jelenthetett.
A volgai bolgár nyelvről viszonylag kevés nyelvemlékünk maradt fenn. A fennmaradt nyelvemlékek a 12–13. századból származnak, jellemzően sírfeliratok, amelyeket már az iszlám felvétele után arab írásjelekkel írtak. Ezek a nyelvemlékek leginkább arab nyelvűek, azonban számos török eredetű személynevet, tisztségnevet tartalmaznak, valamint néhány bolgár nyelvi szókapcsolatot és legjellemzőbben számneveket. Ezen nyelvemlékekben már felfedezhetőek a nyugati ótörök nyelv jellegzetes hangváltozásai. Ennek kutatásában Róna-Tas András végzett úttörő munkát, valamint Kakuk Zsuzsa is foglalkozott a témával Örök kőbe vésve című művében.
A csuvasok valószínűleg a volgai bolgárok egy csoportját alkották, s nyelvüket megőrizve északra vonultak, mikor a Kazár Birodalom miatt dél felé vándoroltak a bolgárok Aszparuh vezetésével, majd pedig megalapították a mai Bulgária elődjét.
A Kazanyi Tatár Kánság lett az örököse későbbiekben a régi bolgár területeknek, ahol ekkorra már a csuvasok elődei, tatárok és baskírok éltek nagy számban. Ekkortól kezdve lett Kazany is a térség legjelentősebb kereskedelmi és kulturális központja is, nem csupán a főváros. A baskírok nyelvileg elkipcsakosodtak, azonban a periférián élő csuvasokra sokkal kevesebb hatással voltak a tatárok, illetve más kipcsak-török népek, sőt vélhetően az iszlámot is csak a vezetői réteg vette fel. A régi volgai bolgár síremlékek igazolják, hogy a régi nyugati ótörököt őrizték meg nyelvükben a mai csuvasok is, azonban bizonyos hangváltozások természetesen végbementek, illetve számos új jövevényszavuk is lett, főleg a szláv nyelvekből.

## Nyelvi változások
A köztörök nyelvekhez képest a csuvas nyelv jelentős eltéréseket mutat, amik árulkodóak a magyarság eredetével kapcsolatban is. A szókincsünket tekintve rengeteg török szavunk van a honfoglalás előttről, amelyek hangtanilag egyértelműen olyan változásokat mutatnak más köztörök nyelvekhez képest, amelyek kizárólagosan bolgár eredetre utalnak. 
Az egyik, talán legjelentősebb eltérés más török nyelvekhez képest, a szó végi 'z' hang 'r' hangra változik, ezt hívjuk rotacizmusnak. Például a magyar 'iker' szavunk csuvasul 'ikir' lesz, amiből jól visszafejthető a köztörök szó, az 'ikiz'. Hasonló a 'văkăr' csuvas szó, melynek jelentése 'ökör'. A köztörök nyelvekben ez 'öküz' v. 'ögüz'.   
A másik ilyen nyelvi jellegzetesség a lambdacizmus. A csuvasban sok esetben 'l' hangra változik a szó végi 'š' hang. A magyar nyelvben több olyan szó is van, ami ezt az ősi hangváltozást őrzi, egy jó példa erre a dél szavunk, amely a köztörök nyelvekben 'tüš'. 
A szókezdő 'š' hang pedig egyfajta csuvas nyelvi jellegzetesség. Nagyon jó példa erre a magyarban a gyümölcs szavunk, amely egyértelműen nem a köztörök 'yemiš' szó eredeti, hanem csuvasos, 'śiměś' szóból eredeztethető. Gyakran figyelhető meg, hogy a 'ĵ' hang a magyar nyelvbe átvett szavakban lágyul, így egy 'gy' hang lesz belőle.